# Таррес
Таррес (Tarrés) — село в Іспанії, у складі автономної спільноти Каталонія, у провінції Леріда.